# Сен-Бозей
Сен-Бозе́й (фр. Saint-Bauzeil) — коммуна во Франции, находится в регионе Юг — Пиренеи. Департамент коммуны — Арьеж. Входит в состав кантона Вариль. Округ коммуны — Памье.
Код INSEE коммуны — 09256.

## Население
Население коммуны на 2008 год составляло 56 человек.
| 1962 | 1968 | 1975 | 1982 | 1990 | 1999 | 2008 |
| ---- | ---- | ---- | ---- | ---- | ---- | ---- |
| 42   | 48   | 44   | 58   | 51   | 56   | 56   |

## Экономика
В 2007 году среди 42 человек в трудоспособном возрасте (15—64 лет) 30 были экономически активными, 12 — неактивными (показатель активности — 71,4 %, в 1999 году было 67,6 %). Из 30 активных работали 29 человек (17 мужчин и 12 женщин), безработным был 1 (0 мужчин и 1 женщина). Среди 12 неактивных 5 человек были учениками или студентами, 3 — пенсионерами, 4 были неактивными по другим причинам.

## Достопримечательности
- Церковь, построенная в 1904 году (старая церковь XIII века была разрушена)